# Manon Lescaut (film, 1926)
Pour les articles homonymes, voir Manon Lescaut.
Pour plus de détails, voir Fiche technique et Distribution.
Manon Lescaut (titre original : Manon Lescaut) est un film allemand réalisé par Arthur Robison, sorti en 1926.

## Synopsis
Sous l'ancien régime, un aventurier français, étudiant pour la prêtrise, se bat pour sauver une femme de la prostitution.

## Fiche technique
- Titre : Manon Lescaut
- Titre original : Manon Lescaut
- Réalisation : Arthur Robison
- Production : Erich Pommer
- Société de production et de distribution : Universum Film AG
- Scénario : Hans Kyser, Arthur Robison d'après le roman de l’Histoire du Chevalier des Grieux et de Manon Lescaut de l'abbé Prévost
- Musique : Erno Rapee
- Photographie : Karl Freund et Theodor Sparkuhl
- Direction artistique et costumes : Paul Leni
- Pays de production : République de Weimar
- Genre : Drame
- Format : Noir et blanc - 35 mm - 1,33:1 - film muet
- Durée : 99 minutes
- Dates de sortie :
  - République de Weimar : 15 février 1926 (Berlin)
  - États-Unis : 29 novembre 1926 (New York)

## Distribution
- Lya De Putti : Manon Lescaut
- Vladimir Gajdarov : Chevalier Des Grieux
- Eduard Rothauser : Marschall Des Grieux
- Fritz Greiner : Marquis de Bli
- Hubert von Meyerinck : Le jeune de Bli
- Frida Richard : Tante de Manon
- Emilie Kurz : Tante de Manon
- Lydia Potechina : Susanne
- Theodor Loos : Tiberge
- Sig Arno : Lescaut
- Trude Hesterberg : Claire
- Marlene Dietrich : Micheline
- Olga Engl
- Karl Harbacher
- Hans Junkermann
- Hermann Picha